# کراش (ترانه اتل کین)
«کراش» (به انگلیسی: Crush) ترانه‌ای به نویسندگی، تهیه‌کنندگی و ضبط‌شده توسط خواننده-ترانه‌پرداز آمریکایی اتل کین می‌باشد که در ۱۸ مارس سال ۲۰۲۱ به‌عنوان دومین تک‌آهنگ از سومین آلبوم چندآهنگهٔ وی تحت عنوان درون‌آمیزی که ماه بعد منتشر شد، منتشر گردید.